# Catedral de Le Mans
La catedral de Sant-Julià és un edifici religiós a la ciutat de Le Mans. És un dels edificis més grans de l'època gòtico-romànica de França, única a l'Oest francès. Encara que és comparable a les catedrals de Reims o de Chartres és menys coneguda que aquestes; després de la fundació pel bisbe Vulgrin l'any 1060, sovint es va reconstruir i reformar. La catedral té un disseny arquitectònic que es distingeix pel fort contrast entre la nau romànica i la el cor gòtic (començat el 1217 i acabat prop del 1254). Es va acabar, tal com està en l'actualitat, l'any 1430. Encara que no pot dir-se que estigui completament acabada, ja que havia d'haver estat ampliada el 1500, però la falta de mitjans va impedir que es portés a terme aquesta ampliació pel que van haver de resignar-se les autoritats religioses de l'època. Molt deteriorada, al llarg dels anys, per la pol·lució automobilística i coberta per una capa de residus, la catedral va ser completament restaurada l'any 2003. Dintre es conserven les tombes de Julià de Le Mans i de Carles d'Anjou.

## Història

### Primera construcció

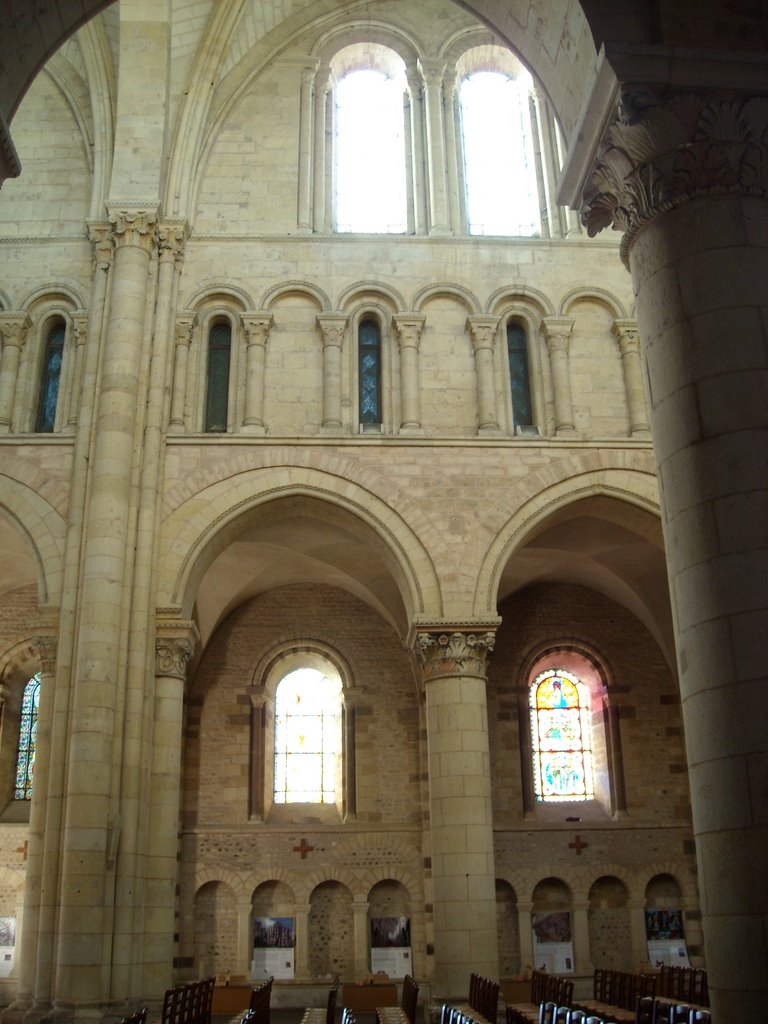
Interior romànic de la nau lateral nord

Consta la construcció d'un edifici als segles IV o V de la nostra era. Les primeres nocions històriques fan referència al bisbe Vulgrin el 1056. El mateix va escollir l'emplaçament de la futura catedral: la part oposada a la muralla nord que envoltava la ciutat. Aquest lloc no va ser el més adequat en vista a les futures ampliacions de la catedral. Deu anys després d'aquesta primera construcció, l'edifici es va ensorrar i els successors de Vulgrin van decidir continuar amb l'obra. El bisbe Arnaud al càrrec de la diòcesi des del 1067 en va reprendre la construcció. L'any 1081 es van construir el cor i la cripta i es van posar els fonaments del creuer i costats laterals. D'aquesta reconstrucció tan sols queda, ara com ara, un fragment de l'arc del creuer nord. El bisbe Hoël va decidir, el 1085 acabar els treballs iniciats pel seu antecessor. Admirador de les obres normandes va contractar els obrers d'aquesta regió per a continuar la construcció les torres i els laterals de la nau en estil normand.
Durant la realització d'aquestes obres resultava impossible per als pelegrins acostar-se a les relíquies i tombes de sant Julià, primer arquebisbe de Le Mans i prestigiosa figura del cristianisme oriental. Així els ingressos van minvar visiblement fins que no es va aturar els treballs. Per això els habitants de Le Mans van obligar l'arquitecte a obrir l'edifici als visitants. Des del 17 d'octubre de 1093 els pelegrins van poder entra en la part ja acabada de la catedral.

### Ampliació i reconstrucció

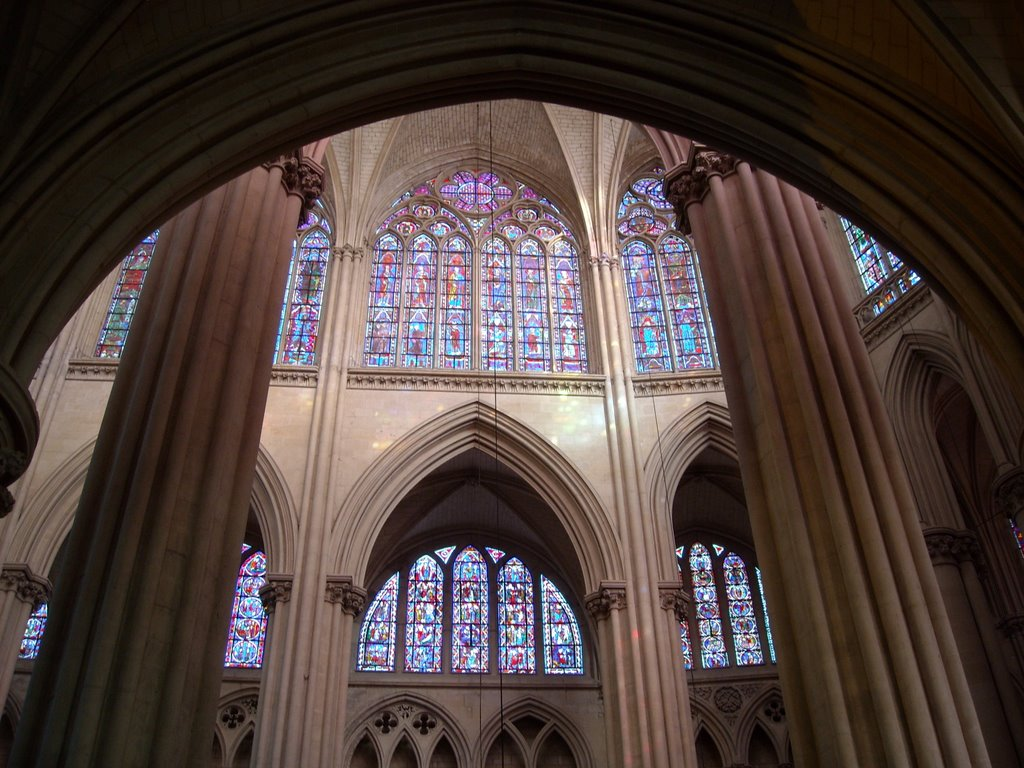
Detall de la capçalera gòtica de la part nord amb vitralls

Tres anys més tard el nou bisbe Hildebert de Lavardin va començar supervisant les obres. Confia la direcció de l'obra a un monjo de Vendôme, un cert Jeans. El 1120 Hildebrand finalment va consagrar el temple acabat. Les autoritats de l'època van quedar realment impressionades pel resultat.
El 1134, una gran tempesta es va abatre sobre Le Mans. Un incendi va destruir totes les cases situades al «turó Plantagenêt»; la catedral no hi va escapar tampoc. Ràpidament es van reconstruir les parts afectades, però quatre mesos més tard es va produir un altre incendi a la ciutat que va tocar de nou la catedral. La nau central i la torre sud es van reconstruir.
Amb 55 metres de llarg per 25 metres d'amplada la nau central d'estil romànic esdevé un espai superb. Es van reedificar la volta amb noves tècniques: l'encreuat d'ogives. A més es van reforçar els pilars i inserir uns vitralls més grans i més alts. Es va obrir una porta, cara al carrer principal de Le Mans, situada a l'ala sud de la nau. Guillem de Passavant, nou bisbe de Le Mans, va inaugurar la nova catedral el 18 d'abril de 1158. El 1220, el cor antic resultava massa trista i estreta per al gust del bisbe i va ordenar-ne una reconstrucció, després que el rei Felip August va atorgar el permís i d'adquirir nous terrenys. Les obres van iniciar-se per la part de la capella axial, la coberta de les tretze capelles radials i la doble girola. Aquesta catedral engloba dues arts majors a un sol edifici: una nau romànica i un cor gòtic. Els vitralls són, encara avui, el símbol d'aquesta fusió d'estils arquitectònics. L'any 1254 es va tornar altra vegada a consagrar-la.

### Darreres construccions

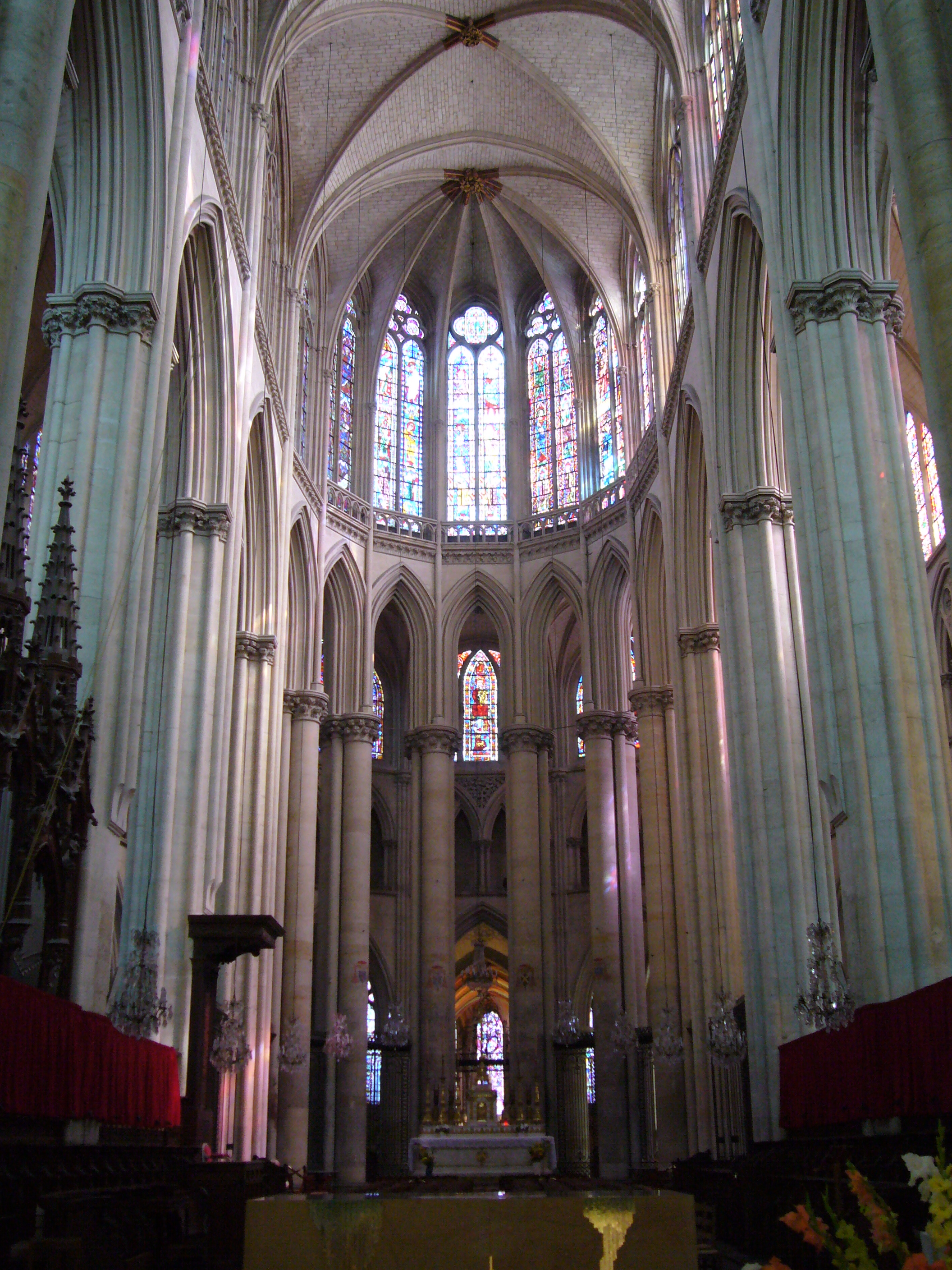
Interior gòtic de la catedral

Al registre de la ciutat només consten, als arxius, els noms de tres arquitectes, però segurament van intervenir molts d'altres. Però l'arquitectura presenta tres clares diferenciacions, el primer mestre d'obres va realitzar plànols generals inspirant-se a l'edifici de la catedral de Bourges, tanmateix el següent arquitecte va practicar clarament l'estil normand a l'interior de la catedral a la part alta de l'absis, el tercer arquitecte format com el primer a l'Illa de França es va inspirar novament a la catedral de Bourges als pilars per a la nau central, on adossa a la columna central columnes més petites, a diferència de les cilíndriques de l'absis. El cor nou es va acabar el 1254 i sobrepassa l'altura de la resta de la catedral amb uns deu metres.
Transcorreguts cent anys, les pedres de l'edifici van requerir, novament, una restauració i s'aprofità el moment per edificar la sagristia que comunica, pel sud, amb el deambulatori utilitzat per a construir el cor. L'edifici va guanyar en amplitud. El xoc d'estils entre les dues parts renovades amb les antigues va entelar l'esplendor de l'edifici. Tant el creuer com la nau havien de ser elevades deu metres per atènyer la mateixa altura del cor, les noves obres es van iniciar cap al 1392, any al qual Carles VI va arribar a Le Mans. Es construeix una sala d'arxius sota la porta de la nau.
Les obres del creuer nord comencen el 1403, durant un període delicat al nord de França: la Guerra dels Cent Anys paralitza les obres. L'any 1419 la catedral amenaça desplomar-se, venturosament es poden consolidar els fonaments a temps. El creuer nord es va acabar cap a 1430, quedant la catedral tal com pot veure's ara com ara.
Al terme de la Guerra dels Cent Anys es van portar a terme molts d'altres treballs per ampliar l'edifici, ja per si mateix impressionant. S'estudia l'alçat de la nau, però resulta impossible la seva modificació, ja que les arques estan buides a causa de la Guerra dels Cent anys, i no pot pensar-se a cap reforma. Es van portar a terme nombroses restauracions al llarg dels segles posteriors. Al segle xx cap bombardeig de les dues guerres mundials va afectar la catedral.

## Arquitectura
Consta la catedral d'una planta de tres naus, la central de doble amplitud que les laterals i amb deu trams. Les naus laterals van ser cobertes per voltes d'arestes romàniques i les absidioles que se trobaven a tots dos costats del creuer per voltes de canó, els braços del creuer i la nau central amb volta d'ogiva. A Le Mans, de l'època romànica encara existeix la façana occidental, així com els murs laterals i la base del frontispici nord del creuer.
Disposa d'època posterior una doble girola una més alta que l'altra, el que va permetre que s'edifiqués un trifori que separava pel mig d'arcs les dues galeries del deambulatori. Es mostra unes capelles absidals amb una gran profunditat i amb una disposició com les de la catedral de Bourges. La capella central de la girola és molt més profunda que la resta de totes les que es troben al deambulatori, a més a més té una cripta subterrània que es descendeix per una petita escala. Durant el segle xiii es va edificar una gran sagristia a la part sud de la girola.

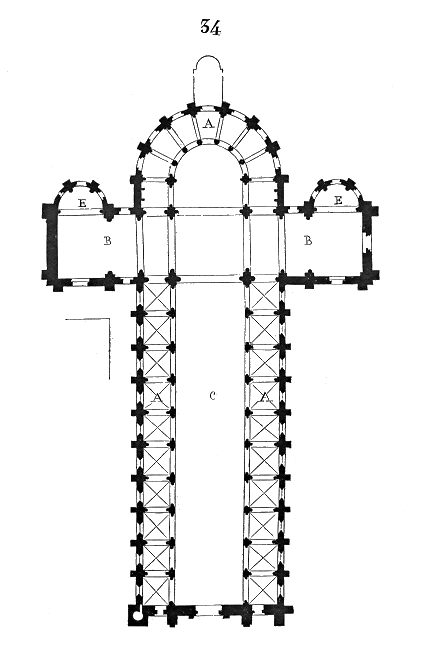
Plànol de l'antiga catedral romànica
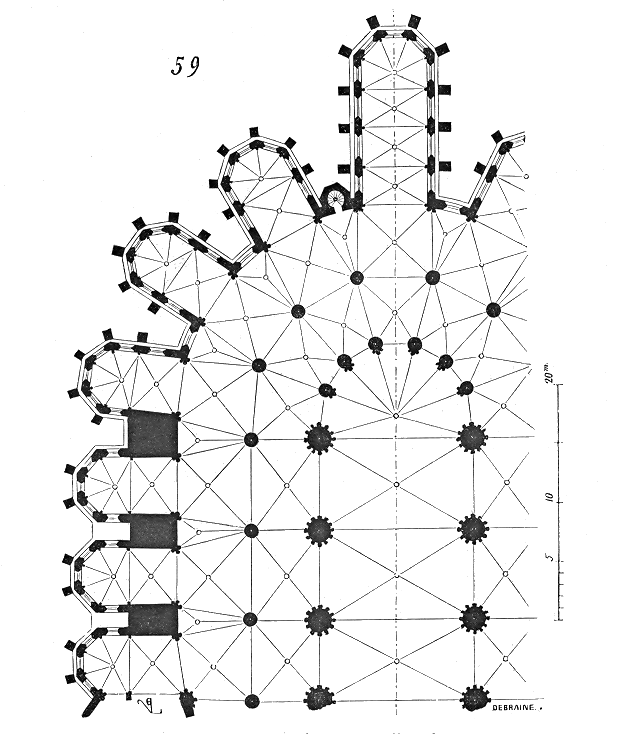
Doble girola de la catedral
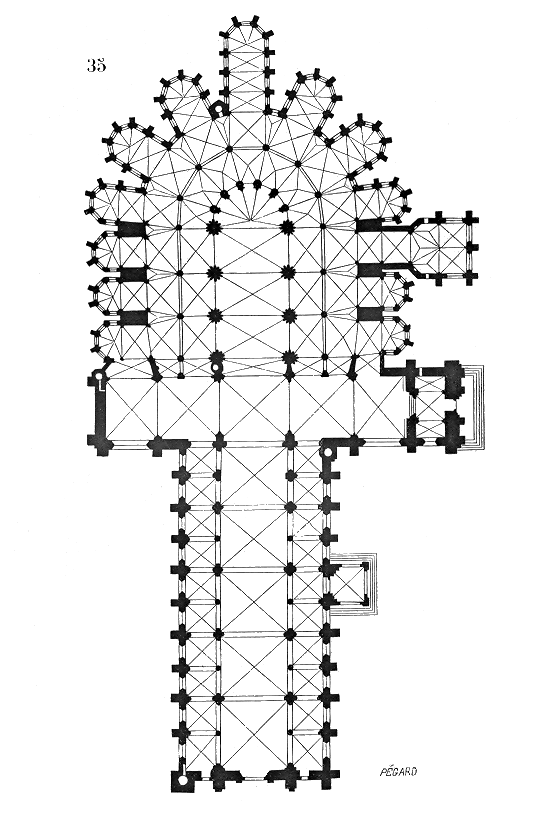
Plànol actual de la catedral

El campanar es troba a la part sud del braç del creuer, aquesta posició inusual de la torre, s'explica per la resolució, presa a la fi del s. XIII, de no allargar més els braços del creuer a les noves obres que s'estaven fent. A l'origen segurament el campanar estava situat, com es solia fer en les construccions normandes, sobre una torre aixecada sobre els quatre pilars del centre del creuer, i que va ser demolit durant les obres del cor. El campanar nou a l'extrem del creuer sud, no es va terminar fins al s. XIV.

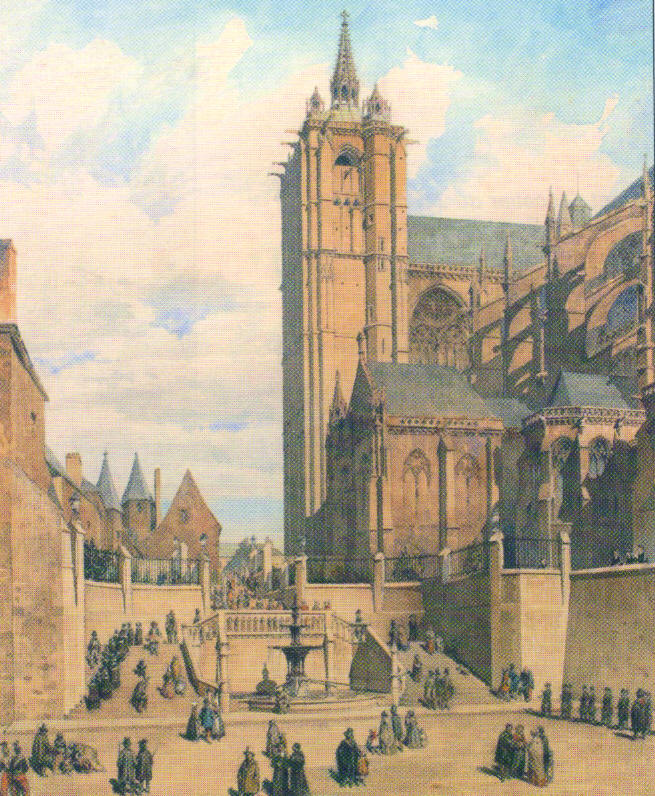
La catedral a una pintura de l'any 1855

És possible que el mestre d'obres del cor fos el mateix que havia de reconstruir la nau al mateix estil gòtic, encara que el seu treball es va aturar als braços del creuer. L'edifici va perdre unitat arquitectònica, però tanmateix, la història de l'art guanya per tenir les restes des d'aquesta part del creuer de l'antiga catedral original romànica.

### Dimensions
- Longitud exterior .................... 134 metres
- Longitud interior ..................... 120 metres
- Longitud de la nau ................... 57 metres
- Longitud del creuer .................. 52 metres
- Altura de la nau romànica......... 24 metres
- Altura de les voltes del creuer... 34 metres
- Altures de la doble girola.......... 11 metres i 22 metres
- Altura de la torre sud ................ 60 metres